# Shelly Strehler
Shelly Strehler (* 20. Juni 1994) ist eine Schweizer Unihockeyspielerin.

## Karriere
Strehler begann ihre Karriere beim Floorball Köniz, wechselte später zum Gürbetal RK Belp, ehe sie im Nachwuchs des UH Lejon Zäziwil landete. 2015/16 spielte sie ihre erste Saison in der Nationalliga B. Dabei erzielte sie in 21 Partie sechs Skorerpunkte. Ein Jahr später konnte sie ihre Torausbeute verbessern.
Am 27. April 2017 gab Unihockey Berner Oberland den Transfer der Stürmerin bekannt. Nach einer Saison in der Nationalliga A verliess Strehler BEO wieder und schloss sich Unihockey Luzern an.